# Сирано дьо Бержерак (пиеса)
„Сирано дьо Бержерак“ е пиеса в стих от френския драматург Едмон Ростан (1868 – 1918), написана през 1897 г. и посветена на приключенията на друг френски драматург, Савиен Еркюл Сирано (1619 – 1655), отраснал в Бержерак и прочут с бохемския си живот и ироничното си перо.
Пиесата има голям успех още при премиерата си на сцена (със знаменития актьор Констан Коклен в главната роля) и повече от век без прекъсване се поставя по цял свят; има многобройни радио-, телевизионни и киноадаптации (една от най-успешните широкоекранни версии на „Сирано“ е едноименният филм на Жан-Пол Рапно с Жерар Депардийо в главната роля, от 1990 г.); фрази и образи от нея са влезли в културния багаж на цялото човечество.